# Jinqiao (sockenhuvudort i Kina, Jiangxi Sheng, lat 28,97, long 115,91)
Jinqiao är en sockenhuvudort i Kina. Den ligger i provinsen Jiangxi, i den sydöstra delen av landet, omkring 32 kilometer norr om provinshuvudstaden Nanchang. Antalet invånare är 15 502. Befolkningen består av 7 635 kvinnor och 7 867 män. Barn under 15 år utgör 27,0 %, vuxna 15-64 år 64 %, och äldre över 65 år 8,0 %.
Runt Jinqiao är det tätbefolkat, med 356 invånare per kvadratkilometer. Närmaste större samhälle är Qiaoshe, 15,2 km sydost om Jinqiao. Trakten runt Jinqiao består till största delen av jordbruksmark.
Genomsnittlig årsnederbörd är 2 096 millimeter. Den regnigaste månaden är juni, med i genomsnitt 340 mm nederbörd, och den torraste är oktober, med 36 mm nederbörd.